# Siergiej Mowsesjan
Siergiej Mowsesjan, orm. Սերգեյ Մովսեսյան (ur. 3 listopada 1978 w Tbilisi) – ormiański szachista reprezentujący w czasie swojej kariery również Gruzję, Czechy i Słowację, arcymistrz od 1997 roku.

## Kariera szachowa
Podobnie jak Tigran Petrosjan, urodził się w Gruzji w ormiańskiej rodzinie. W 1993 r. jego rodzina przeprowadziła się do Pardubic. W swoim dorobku posiada 2 medale mistrzostw Czech (srebrny w 1997 i złoty w 1998) oraz 2 mistrzostw Słowacji (złoty w 1995 i srebrny w 2002). W 1997 r. zwyciężył w turnieju Wichern Open w Hamburgu. Dwa lata później, w rozegranych w Las Vegas mistrzostwa świata systemem pucharowym odniósł życiowy sukces, awansując do ćwierćfinału (najlepszej ósemki świata), w którym przegrał z Władimirem Akopianem. W 2002 r. zdobył w Chanii tytuł mistrza Europy w szachach błyskawicznych oraz tytuł wicemistrza Europy w szachach szybkich, podzielił II miejsce w otwartych mistrzostwach Bośni i Hercegowiny w Neum oraz zajął I miejsce w silnie obsadzonym turnieju Bosna w Sarajewie (przed m.in. Aleksiejem Szyrowem, Ivanem Sokolovem, Aleksiejem Driejewem i Tejmurem Radżabowem), w kolejnych dwóch latach zajął w tym mieście II miejsca, natomiast w 2007 r. zwyciężył po raz drugi (przed Borki Predojeviciem, Ivanem Sokolovem i Aleksandrem Morozewiczem). Rok 2008 rozpoczął od zwycięstwa w turnieju Corus B w Wijk aan Zee, a następnie zdobył w Płowdiwie srebrny medal indywidualnych mistrzostw Europy. W 2012 r. podzielił I m. (wspólnie z Igorem Kurnosowem i Romainem Édouardem) w turnieju open w Biel.
W swojej karierze odniósł wiele zwycięstw w turniejach szachów szybkich, m.in. w Dreźnie i Pradze (w roku 1999) oraz w Warszawie (2004, memoriał Stanisława Gawlikowskiego).
Wielokrotny reprezentant Czech, Słowacji i Armenii w turniejach drużynowych, m.in.:
- ośmiokrotnie na olimpiadach szachowych (w latach 1998, 2000, 2002, 2004, 2008, 2010, 2012, 2014); medalista: wspólnie z drużyną – złoty (2012)[11],
- dwukrotnie na drużynowych mistrzostwach świata (w latach 2011, 2013); dwukrotny medalista: wspólnie z drużyną – złoty (2011) oraz indywidualnie – brązowy (2011 – na II szachownicy)[12],
- czterokrotnie na drużynowych mistrzostwach Europy (w latach 1997, 1999, 2011, 2013)[13].

W lipcu 2008 r. został pierwszym słowackim szachistą, który przekroczył granicę 2700 punktów rankingowych. Najwyższy ranking w dotychczasowej karierze osiągnął 1 stycznia 2009 r., z wynikiem 2751 zajmował wówczas 10. miejsce na światowej liście FIDE, jednocześnie zajmując 1. miejsce wśród słowackich szachistów.

## Życie prywatne
Żoną Siergieja Mowsesjana jest czeska arcymistrzyni, Petra Movsesjanová (z domu Krupková).